# Дмитриев, Александр Сергеевич (учёный)
Александр Сергеевич Дмитриев (род. 21 августа 1951 - ум. 22 декабря 2023) — российский теплофизик, доктор технических наук, профессор. Лауреат Государственной премии РФ 1993 года и Премии Правительства Российской Федерации в области науки и техники 2001 года.

## Биография
Окончил Московский Энергетический институт и Физический факультет МГУ. Продолжил научную работу на кафедре низких температур МЭИ.
В 2000 году защитил докторскую диссертацию на тему: «Монодисперсные системы и технологии: Физико-технические основы генерации и распространения монодисперсных потоков».
В основу работы были положены результаты, полученные в Лаборатории физико-технических проблем монодисперсных систем и секторе космической энергетики МЭИ, начиная с 1983 года.
С 2005 по 2017 годы А. С. Дмитриев осуществлял руководство кафедрой низких температур МЭИ. 
В настоящее время научная группа профессора А. С. Дмитриева развивает направление наноэнергетики и изучения тепловых процессов в наноструктурах. Подготовлены и изданы первые учебники и монографии по физике и химии наноструктур, а также по возможностям использования нанотехнологий в медицине.
Член Национального комитета РАН по тепло- и массообмену. 
Директор Центра высоких технологий НИУ «МЭИ», руководитель ряда технологических компаний.
Как преподаватель выпустил 155 студентов, включая 90 бакалавров и 65 магистров. 
Как научный руководитель выпустил 23 аспиранта (в 5 странах). 
Изобретатель, обладатель 31 патента.

## Научная деятельность
Области научных интересов: гидродинамика, теплофизика, физико-химия межфазных границ, физика твердого тела, нанотехнологии и наноматериалы, оптоэлектроника.

## Награды и премии
- 1993 год. Государственная премия Российской Федерации (в составе научной группы) за комплекс научно-технических работ по энергофизическим основам получения и применения монодисперсных систем[4].

- 2001 год. Премия Правительства Российской Федерации в области науки и техники (в составе коллектива учёных) за разработку новой методологии, научно-техническое обеспечение и проведение комплекса теплофизических экспериментов в условиях микрогравитации на орбитальной станции «Мир» и внедрение их результатов в совершенствование энергосистем на международной космической станции и космических станциях будущих поколений[5].

## Публикации
На конец 2020 года осуществлено более 300 публикаций, в том числе 8 монографий, 15 учебников и учебных пособий.

### Книги и монографии
- Дмитриев А.С. Введение в нанотеплофизику. — М.: БИНОМ, Лаборатория знаний, 2015. — 790 с.
- Бухаров А.В., Дмитриев А.С. Криогенные корпускулярные мишени в энергетике. — М.: Издательство МЭИ, 2013. — 143 с.
- Дмитриев А.С., Ефремова Е.В., Максимов Н.А., Панас А.Н. Генерация хаоса. — М.: Техносфера, 2012. — 424 с.
- Аметистов Е.В., Дмитриев А.С. Монодисперсные системы и технологии. — М.: Изд-во МЭИ, 2002. — 392 с.

### Учебные пособия
- Дмитриев А.С., Михайлова И.А. Физико-химия наноструктур: учебное пособие. — М.: Изд-во МЭИ, 2013. — 240 с.
- Науменко В.Ю., Алексеев Т.А., Дмитриев А.С. Нанотехнологии в медицине: учебное пособие. — М.: Издательский дом МЭИ, 2012. — 200 с.
- Дмитриев А.С. Тепловые процессы в наноструктурах: учебное пособие. — М.: Издательский дом МЭИ, 2012. — 303 с.
- Дмитриев А.С., Михайлова И. А. Введение в наноэнергетику: учебное пособие. — М.: Издательский дом МЭИ, 2011. — 317 с.

### Некоторые статьи
- Дмитриев А. С., Клименко А. В. Преобразование солнечного излучения в пар – новые возможности на основе наноматериалов (обзор) // Теплоэнергетика. — 2020. — № 2. — С. 1–16.
- Dmitriev A. S. Hybrid Graphene Nanocomposites: Thermal Interface Materials and Functional Energy Materials. In: Graphene Production and Application // Graphene Production and Application. — 2019 Chapter. — Т. InTechOpen.
- Дмитриев А.С., Макаров П.Г., Михайлова И.А. Математические модели и особенности конструкции биотермочипа для анализа крови и других биоактивных жидкостей // Математические Методы в Технике и Технологиях. — 2017. — Т. 5. — С. 60-66.
- Дмитриев А.С., Макаров П.Г., Михайлова И.А. Термогидродинамическая модель высыхания и впитывания капель крови на мезопористой подложке: динамические режимы контактных углов // Математические Методы в Технике и Технологиях. — 2017. — Т. 5. — С. 67-72.
- Аметистов Е. В., Дмитриев А. С.  Наноэнергетика — потенциальные возможности и перспективы // Энергоэксперт. — 2001. — № 2 (7). — С. 86—92.
- Аметистов Е. В., Дмитриев А. С.  Новая отрасль науки и практики — монодисперсные технологии // Вестник Российской академии наук. — 2001. — Т. 71, № 9. — С. 818—825.
- Аметистов Е. В., Дмитриев А. С.  Использование монодисперсных технологий в энергетике // Теплоэнергетика. — 2000. — № 6. — С. 3—5.